# 1775
1775 (MDCCLXXV) je bilo navadno leto, ki se je po gregorijanskem koledarju začelo na nedeljo, po 11 dni počasnejšem julijanskem koledarju pa na četrtek.

## Rojstva
- 22. januar - André-Marie Ampère, francoski fizik, matematik († 1836)
- 27. januar - Friedrich Wilhelm Joseph von Schelling, nemški filozof († 1854)
- 23. julij - Étienne Louis Malus, francoski častnik, inženir, fizik, matematik († 1812)

## Smrti
- 18. oktober - Christian August Crusius, nemški teolog in filozof (* 1715)